# Landport

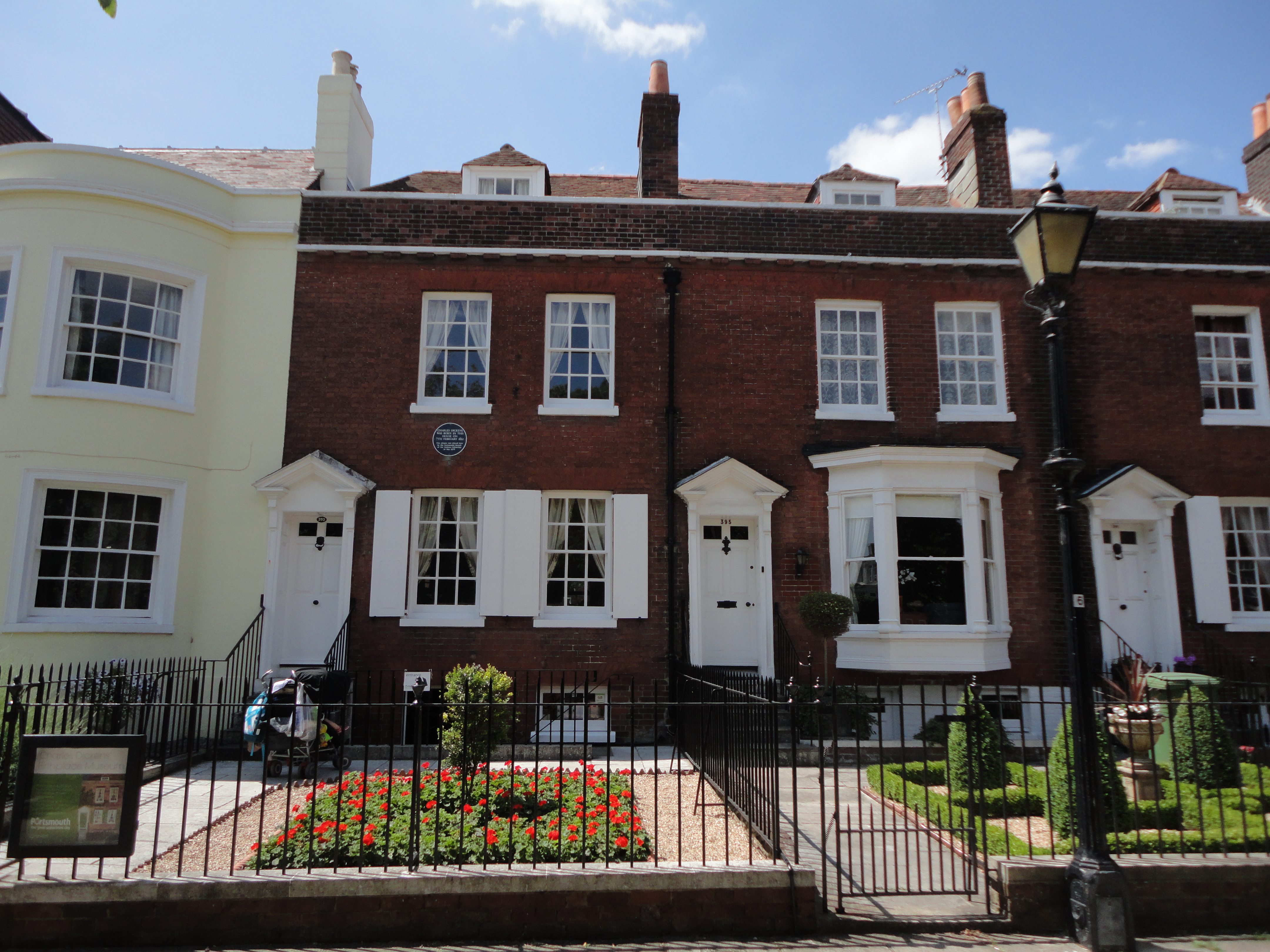
Charles Dickens Geburtshaus

Landport ist eine Gemeinde auf der Portsea Island und gehört zu Portsmouth, England.
In der Gemeinde befinden sich die Haupteinkaufsmöglichkeiten von Portsmouth. Vor dem Zweiten Weltkrieg wohnten hier viele der Beschäftigten der Marinebasis von Portsmouth mit ihren Familien. Im Krieg wurde die Gemeinde größtenteils zerstört und die noch existierenden Häuser nach dem Krieg abgerissen.
Landport ist der Geburtsort von Charles Dickens und sein ehemaliges Haus in der Old Commercial Road ist jetzt das Charles Dickens Birthplace Museum.
Koordinaten: 50° 48′ 11″ N, 1° 5′ 13″ W